# كاسلفينيا: كورس أوف داركنيس
كاسلفينيا: كورس أوف داركنيس (بالإنجليزية: Castlevania: Curse of Darkness)‏ ، هي لعبة فيديو من نوع تقطيع وذبح ومغامرات الأكشن، أنتجت كونامي عام 2005م.

## وصلات خارجية
- Official website (باليابانية)